# Kettiger Hangbrücke
Die Kettiger Hangbrücke ist ein vierspurige Straßenbrücke im Zuge der Bundesstraße 9 zwischen Andernach und Koblenz in der Verlängerung der Ortsumgehung Andernach. Sie überquert eine flache Mulde, in der die Kettiger Straße / Weißenthurmer Straße liegt.
Sie ist nach der Ortsgemeinde Kettig benannt, die 1 km südlich an einem sanft zum Rhein abfallenden Hang liegt.
Die 509,60 m lange Spannbetonbrücke ist im Grundriss leicht gebogen und hat 13 Felder mit einheitlichen Pfeilerachsabständen von 39,20 m.
Ihre 18,14 m breite Brückentafel ist unterteilt in 2 × 7,00 m für die Fahrbahnen, 1,00 m für die Mittelbarriere und je 1,57 m für die seitlichen Geländer. Die Brückentafel ist die Deckplatte von 2 einzelligen Hohlkästen mit einer Bauhöhe von 2,10 m, die fast mittig unter den jeweiligen Fahrbahnhälften angeordnet sind. Die 8-eckigen Pfeiler unter den Hohlkästen haben einen Durchmesser von 1,80 m und einen seitlichen Abstand voneinander von 7,20 m.
Bei dem von Strabag mit architektonischer Beratung von Gerd Lohmer geplanten und in den Jahren 1959 bis 1961 errichteten Bauwerk wurde erstmals ein Vorschubgerüst eingesetzt. Es war unterteilt in zwei vorlaufende, über zwei Felder reichende Vorbauträger und vier Rüstträger mit den Schalungen für die beiden Hohlkästen, die etwas länger als ein  Feld  waren (Zweiphasen-Vorschubgerüst). Bei der nicht weit entfernten, von 1961 bis 1964 von Hans Wittfoht und Polensky & Zöllner geplanten Krahnenbergbrücke wurde die Konstruktion zu einem Einphasen-Vorschubgerüst ohne besondere Vorbauträger weiterentwickelt, das für zahlreiche weitere Varianten als Vorbild diente.